# العلاقات الأوزبكستانية الجزائرية
العلاقات الأوزبكستانية الجزائرية هي العلاقات الثنائية التي تجمع بين أوزبكستان والجزائر.

## مقارنة بين البلدين
هذه مقارنة عامة ومرجعية للدولتين:
| وجه المقارنة                                              | أوزبكستان       | الجزائر                      |
| --------------------------------------------------------- | --------------- | ---------------------------- |
| المساحة (كم2)                                             | 448.98 ألف      | 2.38 مليون                   |
| عدد السكان (نسمة)                                         | 32.39 مليون     | 38.81 مليون                  |
| الكثافة السكانية (ن./كم²)                                 | 72.14           | 16.31                        |
| العاصمة                                                   | طشقند           | الجزائر                      |
| اللغة الرسمية                                             | اللغة الأوزبكية | اللغة العربية، لغات أمازيغية |
| العملة                                                    | سوم أوزبكستاني  | دينار جزائري                 |
| الناتج المحلي الإجمالي (بليون دولار)                      | 48.72 مليار     | 170.37 مليار                 |
| الناتج المحلي الإجمالي (تعادل القوة الشرائية) بليون دولار | 190.50 مليار    | 582.63 مليار                 |
| الناتج المحلي الإجمالي الاسمي للفرد دولار أمريكي          | 2.13 ألف        | 4.21 ألف                     |
| الناتج المحلي الإجمالي للفرد دولار أمريكي                 | 5.57 ألف        | 14.19 ألف                    |
| مؤشر التنمية البشرية                                      | 0.675           | 0.745                        |
| رمز المكالمات الدولي                                      | +998            | +213                         |
| رمز الإنترنت                                              | .uz             | .dz                          |
| المنطقة الزمنية                                           | ت ع م+05:00     | ت ع م+01:00                  |

## منظمات دولية مشتركة
يشترك البلدان في عضوية مجموعة من المنظمات الدولية، منها:
| علم المنظمة | اسم المنظمة                               | تاريخ انضمام أوزبكستان | تاريخ انضمام الجزائر |
| ----------- | ----------------------------------------- | ---------------------- | -------------------- |
|             | وكالة ضمان الاستثمار متعدد الأطراف        | 4 نوفمبر 1993          | 4 يونيو 1996         |
|             | منظمة التعاون الإسلامي                    | ?                      | ?                    |
|             | منظمة الشرطة الجنائية الدولية             | ?                      | ?                    |
|             | منظمة حظر الأسلحة الكيميائية              | ?                      | ?                    |
|             | الفريق المعني برصد الأرض                  | ?                      | 2005                 |
|             | الأمم المتحدة                             | 2 مارس 1992            | 8 أكتوبر 1962        |
|             | مؤسسة التمويل الدولية                     | 30 سبتمبر 1993         | 23 سبتمبر 1990       |
|             | يونسكو                                    | 26 أكتوبر 1993         | 15 أكتوبر 1962       |
|             | مؤسسة التنمية الدولية                     | 24 سبتمبر 1992         | 26 سبتمبر 1963       |
|             | البنك الدولي للإنشاء والتعمير             | 21 سبتمبر 1992         | 26 سبتمبر 1963       |
|             | المركز الدولي لتسوية المنازعات الاستشارية | 25 أغسطس 1995          | 22 مارس 1996         |
|             | الاتحاد البريدي العالمي                   | ?                      | ?                    |
|             | الاتحاد الدولي للاتصالات                  | 10 يوليو 1992          | 3 مايو 1963          |

## وصلات خارجية
- موقع وزارة الخارجية الأوزبكستانية
- موقع وزارة الخارجية الجزائرية